# Маянов
Маянов (укр. Маянів) — село на Украине, находится в Тывровском районе Винницкой области.
Код КОАТУУ — 0524581805. Население по переписи 2001 года составляет 373 человека. Почтовый индекс — 23324. Телефонный код — 4355.
Занимает площадь 16,29 км².

## История
Впервые упоминается в 1552 году. Было уничтожено в ходе Польско-турецкой войны 1672—1676 гг., затем отстроено. Находилось в составе Польши, относясь к Брацлавскому воеводству, в 1793 г. вошло в состав Российской империи. В 1781 г. построена церковь Крестовоздвиженья, в 1874 г. открыта школа. К началу XX в. в селе насчитывалось 192 дворов с 1125 жителями.
В Маянове в 1885 г., в семье сельского священника, родился украинский поэт Владимир Свидзинский, казнённый НКВД в 1941 году. Его именем в 2008 году названа главная улица села, прежде носившая имя Ленина.

## Адрес местного совета
23323, Винницкая область, Тывровский р-н, с. Ворошиловка, ул. Ленина, 24а